# Elskovspensionisterne
Elskovspensionisterne er en dansk dokumentarfilm fra 1998 der er instrueret af Mariella Harpelunde Jensen efter eget manuskript.

## Handling
Henning, Inger og kæresteparret Margot og Aksel er alle over 60 år, men de taler om sex og kærlighed alligevel. Sex er tabu i deres generation, men der er liv i elskovspensionisterne. Et glimt fra en verden af aktive ældre der rører ved hinanden, kigger på hinandens kroppe, snakker om deres længsel efter tosomhed og om kærlighedens vidunderlige kræfter.